# Aleksandr Stepànovitx Popov
Aleksandr Stepànovitx Popov (de vegades escrit Popoff; rus: Алекса́ндр Степа́нович Попо́в; 16 de març [C.J. 4 de març] de 1859 – 13 de gener [C.J. 31 de desembre de 1905] de 1906) fou un físic rus, considerat l'inventor de la ràdio.
El treball de Popov com a professor a una escola naval russa el va dur a explorar fenòmens elèctrics d'alta freqüència. El 7 de maig de 1895, va presentar un document sobre un detector de llamps sense fils que havia construït i que feia servir mitjançant un cohesor per detectar el soroll de la ràdio provocat per un llamp. Aquest dia se celebra a la Federació de Rússia com a Dia de la Ràdio. En una demostració del 24 de març de 1896, va utilitzar ones de ràdio per transmetre un missatge entre diferents edificis del campus de Sant Petersburg. La seva obra es basava en la d'un altre físic, Oliver Lodge, i era contemporani amb l'obra de Guglielmo Marconi. Marconi acabava de registrar una patent amb la descripció del dispositiu dos mesos després de la primera transmissió de senyals de ràdio feta per Popov.

## Primers anys
Nascut a la ciutat de Krasnoturinsk, llavors a la gubèrnia de Perm de l'Imperi Rus (actualment a l'óblast de Sverdlovsk, Rússia) als Urals, com a fill d'un sacerdot. Es va interessar per les ciències naturals quan era petit. El seu pare volia que Aleksandr s'unís al sacerdoci i el va enviar a l'Escola Teològica de Iekaterinburg. El 1873 va entrar al Seminari Teològic de Perm. Després de graduar-se de les classes d'educació general del Seminari Teològic de Perm (1877), Aleksandr va aprovar amb èxit les proves d'accés a la Facultat de Física i Matemàtiques de la Universitat de Sant Petersburg, on va estudiar física.
Els anys d'estudi a la universitat no foren fàcils per a Popov. No hi havia prou diners, i es va haver de buscar feina a l'oficina d'«Elektroteknik». Durant aquests anys es van formar finalment les opinions científiques de Popov: es va sentir especialment atret pels problemes de la física moderna i de l'enginyeria elèctrica.
Després d'haver-se graduat amb èxit a la universitat el 1882 amb el grau de candidat, A. S. Popov va ser convidat a quedar-se allà per preparar-se per a una càtedra al departament de física. El 1882 va defensar la seva tesi doctoral sobre el tema "Sobre els principis de les màquines de CC magnètiques i dinamoelèctriques". Però el jove científic estava més atret per estudis experimentals en el camp de l'electricitat i es va apuntar a les classes de física, matemàtiques i enginyeria elèctrica a la classe d'oficials miners a Kronstadt, a l'illa de Kotlin, on hi havia una sala de física ben equipada. El 1890, va rebre una invitació per ocupar el càrrec de professor de física a l'Escola Tècnica Superior de Gestió Marítima de Kronstadt. Al mateix temps, en els anys 1889–98, a l'estiu, va estar a càrrec de la principal central elèctrica de la Fira de Nijni Nóvgorod. Durant aquest període, Popov dedica tot el seu temps lliure a experiments físics, principalment a l'estudi de les oscil·lacions electromagnètiques. El 1899 va rebre el títol d'Enginyer Elèctric Honorari.

## Receptor d'ones de ràdio

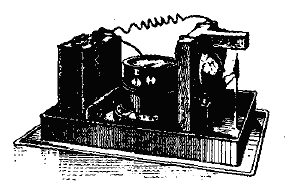
Dibuix del detector de llamps basat en ones de ràdio de Popov

Juntament amb les seves funcions d'ensenyament a l'escola naval, Popov es va ocupar d'àrees de recerca relacionades. El fet de tractar de resoldre un problema amb el fracàs de l'aïllament del cable elèctric en vaixells d'acer (que va resultar ser un problema de ressonància elèctrica) el va portar a explorar les oscil·lacions dels corrents elèctrics d'alta freqüència. El seu interès en aquesta àrea d'estudi (incloent el nou camp de les "hertzianes" o ones de ràdio) es va intensificar amb el seu viatge el 1893 a l'Exposició Universal de 1893 de Chicago, als Estats Units, on va poder reunir-se amb altres investigadors en el camp.
Popov també va llegir un article de 1894 sobre els experiments del físic britànic Oliver Lodge relacionat amb el descobriment de les ones de ràdio pel físic alemany Heinrich Hertz sis anys abans. L'1 de juny de 1894, després de la mort de Hertz, el físic britànic Oliver Lodge va fer una conferència sobre els experiments d'Hertz. Va establir una demostració sobre la naturalesa quasi òptica de les ones hertzianes (ones de ràdio) i va demostrar la seva transmissió a distàncies de fins a 50 metres. Lodge va utilitzar un detector anomenat cohesor, un tub de vidre que conté llimadures de metall entre dos elèctrodes. Quan es van aplicar ones procedents d'una antena als elèctrodes, el cohesor es va fer conductor i va permetre que el corrent de la bateria passés a través d'aquesta, amb l'impuls un galvanòmetre de mirall. Després de rebre un senyal, les llimadures de metall al cohesor havien de tornar-se a separar mitjançant un vibrador operat manualment, o per les vibracions d'una campana situada a la taula propera, que sonava cada cop que es rebia una transmissió. Popov va treballar per dissenyar un receptor d'ona de ràdio més sensible que pogués ser utilitzat com a detector de llamps, per advertir de les tempestes elèctriques detectant els polsos electromagnètics dels llamps mitjançant un receptor cohesor.

### Principi de funcionament

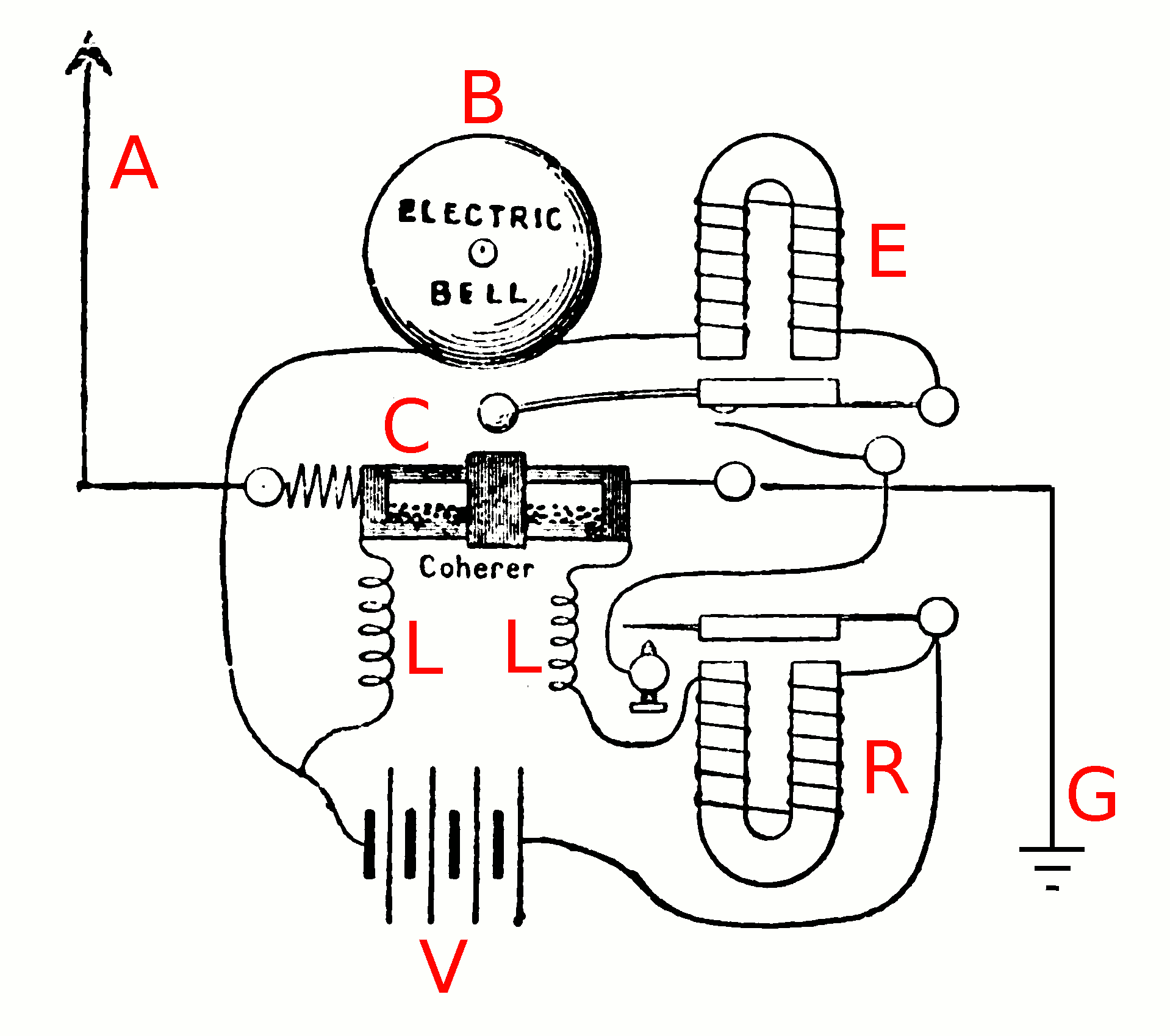
Circuit del detector de llamps de Popov

Al detector de llamps de Popov, el coherent (C) es connectava a una antena (A), i a un circuit separat amb un relé (R) i bateria (V) que feia funcionar un timbre elèctric (B). El soroll de ràdio generat per l'impacte d'un llamp encenia el cohesor, el corrent de la bateria s'aplicava al relé i tancava els seus contactes, que aplicaven corrent a l'electroimant (E) del timbre, i estiraven el braç per fer sonar el timbre. Popov va afegir una característica innovadora de regulació automàtica del cohesor, on el braç del timbre s'estenia, colpejava el cohesor, i el restituïa al seu estat receptiu. Les dues bobines de xoc (L) del cable del cohesor impedien que el senyal de ràdio a través del cohesor es curtcircuités, en fer-lo passar per un circuit de corrent continu.
En els seus experiments, A. S. Popov va utilitzar una antena amb connexió a terra, inventada el 1893 per Tesla. Com que Lodge i Hertz només utilitzaven petites antenes dipols o una antena de bucle, a Popov se li atribueix la invenció de l'antena de cable llarg. La idea de l'antena podria haver estat basada en un parallamps i va ser un ús primerenc d'una antena monopol.

### Demostracions
El 7 de maig de 1895, Popov va presentar el document "Sobre la relació de la pols de metall amb les oscil·lacions elèctriques", on descrivia el seu detector de llamps, a la Societat Russa de Física i Química de Sant Petersburg. Rússia i altres països de la zona oriental consideren el detector de llamps de Popov com el primer receptor de ràdio. La propaganda soviètica va representar Popov com a únic inventor de la ràdio, i Marconi i els seus invents van ser deliberadament silenciats. Per exemple, al "Diccionari Enciclopèdic Soviètic" de 1955 no hi ha cap article sobre Marconi, però sobre Popov diu: "La ràdio va ser inventada pel científic rus A. S. Popov el 1895". l mateix temps, no només les experiències d'Oliver Lodge, sinó també la seva pròpia existència, va ser silenciada, igual que els primers experiments de Tesla.
A la descripció publicada del seu instrument, A. S. Popov esmentava el seu ús per a propòsits de conferències i per registrar les pertorbacions que es produïen a l'atmosfera; també afirmava el següent:
| « | Puc expressar la meva esperança que el meu aparell s'aplicarà per a la senyalització a grans distàncies mitjançant vibracions elèctriques d'alta freqüència, tan bon punt s'inventi un generador més potent d'aquestes vibracions. | » |

Posteriorment, des del 1945, aquest esdeveniment se celebrarà a l'URSS com a Dia de la Ràdio. El treball al Departament Marítim va imposar certes restriccions a la publicació dels resultats de la investigació; per tant, després d'aquest jurament de no revelació d'informació secreta, Popov no va publicar nous resultats del seu treball.
No obstant això, no hi ha proves que Popov enviés cap tipus de missatge en aquesta ocasió. El primer relat de la comunicació de Popov va ser una manifestació el 24 de març de 1896 a la Societat Física i Química, quan alguns relats diuen que el missatge de codi Morse "ГЕНРИХ ГЕРЦ" ("HEINRICH HERTZ" en rus) va ser rebut des d'un transmissor a 250 metres i transcrit a la pissarra pel president de la societat. L'historiador Charles Susskind el 1962 va concloure que Popov no va utilitzar ones de ràdio per a comunicacions sense fils reals abans de mitjans de 1896.
El 1895, l'inventor italià Guglielmo Marconi va començar a treballar en un sistema de telegrafia sense fils basat en les ones "hertzianes" (ràdio), i va desenvolupar un transmissor de buit i un receptor cohesor de restabliment automàtic molt millorat. A mitjan 1895, Marconi havia transmès missatges a 1.600 metres. A continuació, va sorgir la idea de fer una presa de terra per al seu transmissor, així com el seu receptor i, a mitjan 1896, transmetia missatges de ràdio a 2400 metres. Els primers treballs de Popov i Marconi semblen haver-se realitzat sense coneixements sobre el sistema de l'altre, tot i que el fet de llegir les patents de Marconi el juny de 1896 van dur a Popov a desenvolupar un sistema de telegrafia sense fils de llarg abast.

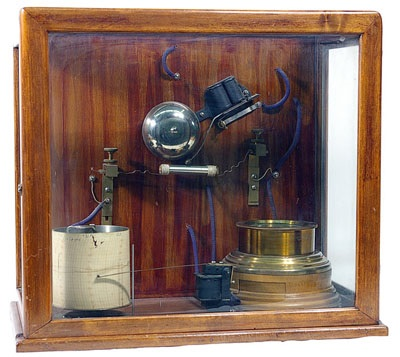
Un dels receptors de Popov, amb registrador gràfic (cilindre blanc) per registrar la caiguda de llamps

El seu article sobre els seus experiments: "Sobre la relació de pols de metall amb oscil·lacions elèctriques", va ser publicat el 15 de desembre de 1895. No va sol·licitar una patent per a la seva invenció. El juliol del 1895 va instal·lar el seu receptor i un gravador sifó al sostre de l'edifici de l'Institut de Silvicultura de Sant Petersburg i va ser capaç de detectar tempestes elèctriques en un radi de 50 km, però també era conscient del seu potencial de comunicació.
El 1896, l'article que mostrava la invenció de Popov va ser reimprès a la "Revista de la societat física i química russa". Al març de 1896, va efectuar la transmissió d'ones de ràdio entre diferents edificis del campus de Sant Petersburg. El novembre de 1897, l'emprenedor francès Eugène Ducretet va fer un transmissor i un receptor basats en la telegrafia sense fils al seu propi laboratori. Segons Ducretet, va construir els seus dispositius utilitzant el detector de llamps de Popov com a model. Cap al 1898, Ducretet fabricava equips de telegrafia sense fils basats en les instruccions de Popov. Al mateix temps, Popov va dur a terme una comunicació de nau a terra a una distància de 6 quilòmetres el 1898 i 30 milles el 1899.

## Treball posterior

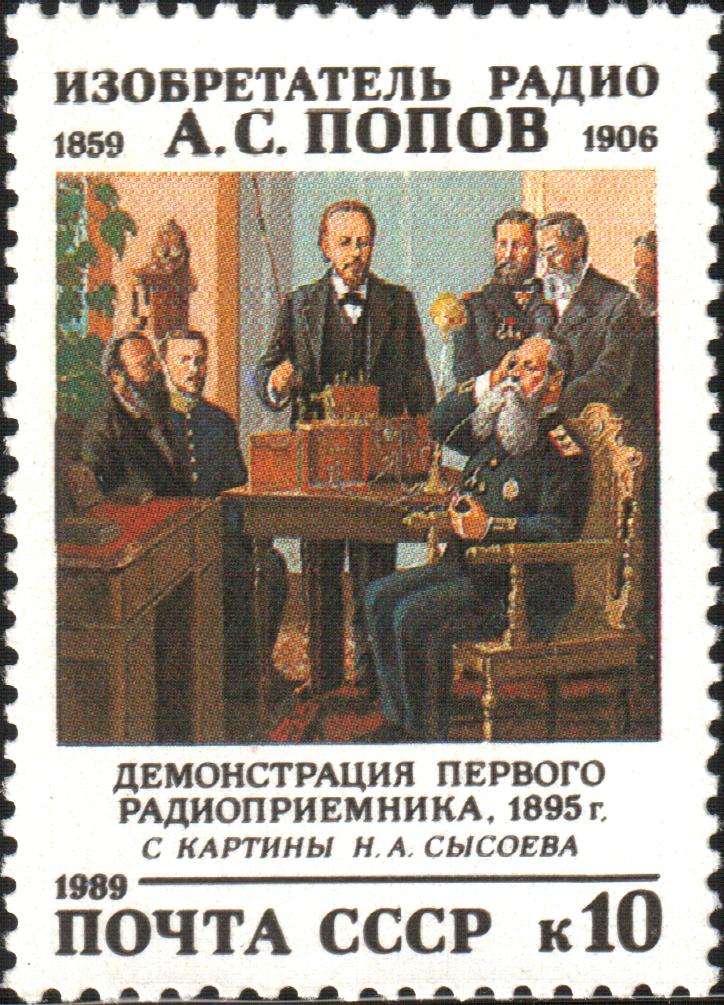
El pioner de la ràdio Aleksandr Popov en un segell de l'URSS de 1989. El text diu "Inventor de la ràdio, A.S. Popov, 1859–1906. Demostració de la primera ràdio, 1895"

El 1900 es va establir una emissora de ràdio segons les instruccions de Popov a l'illa de Gogland (Suursaari) per proporcionar una comunicació bidireccional mitjançant la telegrafia sense fils entre la base naval russa i la tripulació del General-almirall Apraksin. El cuirassat havia embarrancat a l'illa de Gogland, al golf de Finlàndia, el novembre de 1899. La tripulació de l'Apraksin no estava en perill immediat, però l'aigua del golf va començar a congelar-se. A causa del mal temps i la trama burocràtica, la tripulació de Apraksin no va arribar fins al gener de 1900 per establir una estació sense fils a l'illa de Gogland. El 5 de febrer, però, els missatges es rebien de manera fiable. Els missatges sense fils van ser transmesos a l'illa de Gogland per una estació situada a uns 25 quilòmetres de distància a Kymi (avui Kotka) a la costa finlandesa. Kotka va ser seleccionat com a lloc per a l'estació de relés sense fils perquè era el punt més proper a l'illa de Gogland servit per cables telegràfics connectats a l'almirallat rus.
En el moment en què l'Apraksin va ser alliberat de les roques pel trencaglaç Iermak a finals d'abril, 440 missatges oficials de telegrafia havien estat gestionats per l'estació sense fils de l'illa de Gogland. A més del rescat de la tripulació de l'Apraksin, més de 50 pescadors finlandesos, que van quedar encallats en un tros de gel a la deriva al golf de Finlàndia, van ser salvats pel trencaglaç, gràcies a la connexió de l'estació de ràdio del vaixell a l'estació costanera (Kotka).
El 1901 Aleksandr Popov va ser nomenat professor a l'Institut d'Electrotècnica, que ara porta el seu nom. El 1905 va ser elegit director de l'institut.

## Mort i llegat

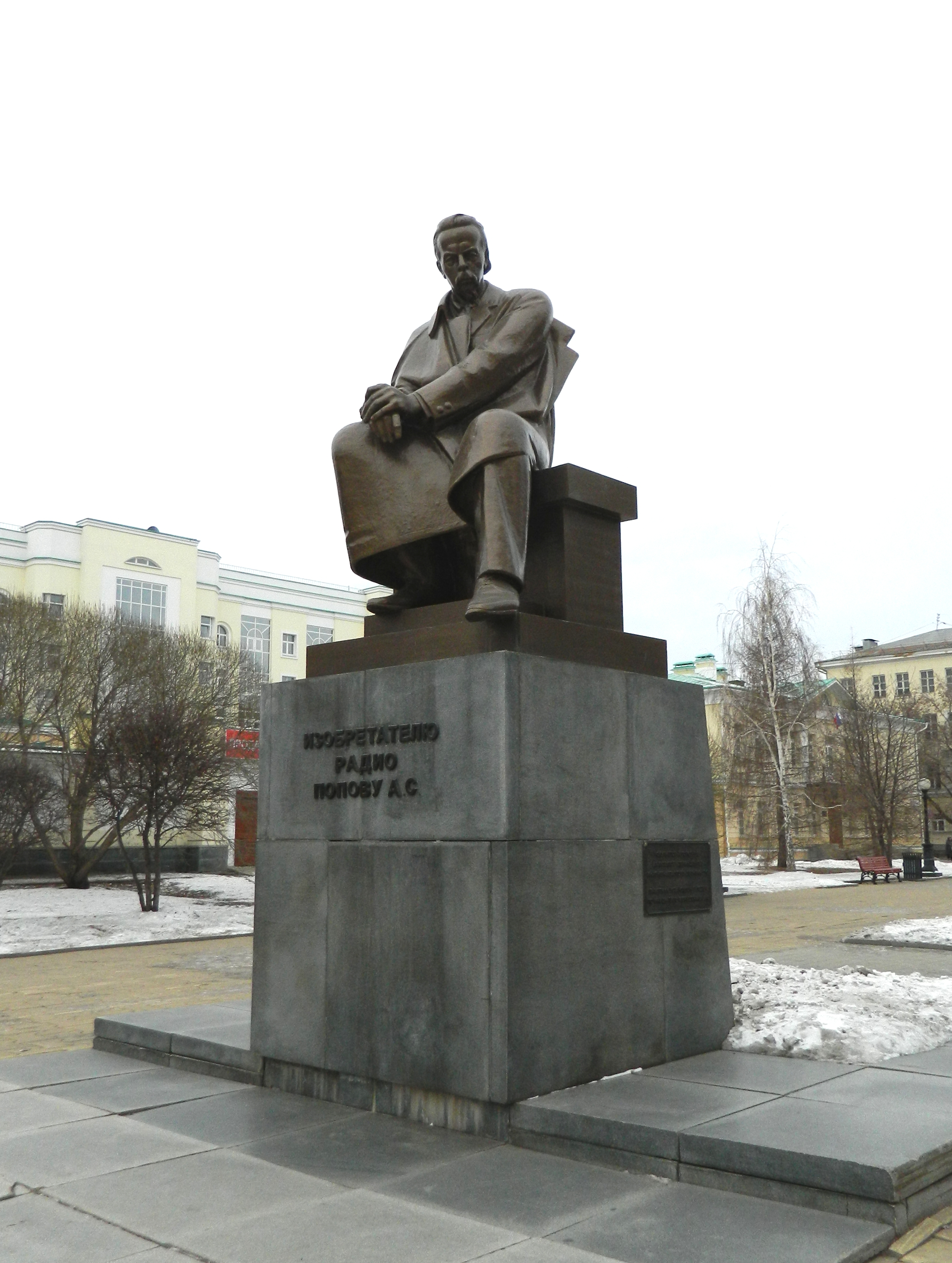
Monument a Popov a la ciutat de Iekaterinburg

Aleksandr Stepànovitx Popov va morir sobtadament el 13 de gener  [C.J. 31 de desembre de 1905] de 1906 per un accident vascular cerebral. Fou enterrat al cementiri de Vólkovo, a Sant Petersburg.
Un planeta menor, 3074 Popov, descobert per l'astrònoma soviètica Liudmila Juravliova el 1979, i un cràter d'impacte pertanyent a la cara oculta de la Lluna, Popov, reben el seu nom.
A part d'això, diversos museus, institucions educatives, carrers, vaixells, premis, medalles o diplomes reben el nom de l'inventor A. Popov. S'han erigit monuments en el seu honor a Perm, Iekaterinburg, Sant Petersburg, Riazan, Krasnoturinsk, Kotka (Finlàndia), Peterhof, Kronstadt, al l'illa de Gogland i a d'altres llocs.

## Família
Alguns dels seus descendents van escapar a Manxúria durant la Revolució Bolxevic i finalment van arribar als Estats Units. Entre altres, hi havia el seu cosí, el Dr. Paul Popov, que es va convertir en un metge destacat a San Francisco i el fill de Paul, Egor Popov (1913–2001), que es va convertir en professor emèrit de la Universitat de Califòrnia a Berkeley en enginyeria civil i ambiental.